# Kim Jong-gyu
Kim Jong-gyu (kor.  김 종규; ur. 2 marca 1958) – południowokoreański zapaśnik w stylu wolnym. Srebrny medalista olimpijski z Los Angeles 1984. Startował w kategorii 52 kg.
Czwarty na mistrzostwach świata w 1982. Srebro na igrzyskach azjatyckich w 1978 i brąz w 1982. Trzecie miejsce na uniwersjadzie w 1981 roku.